# アンナ・カレーニナ (2012年の映画)
『アンナ・カレーニナ』（Anna Karenina）は、2012年のイギリス・アメリカ合衆国のドラマ映画。監督はジョー・ライト、出演はキーラ・ナイトレイとジュード・ロウなど。1877年にレフ・トルストイが発表した『アンナ・カレーニナ』の映画化作品。
映画全体を舞台劇とし、場面転換の際には映像が隣のステージに移動するという独特の手法を用いている。

## キャスト
アンナ・カレーニナ
演 - キーラ・ナイトレイ、日本語吹替 - 弓場沙織
18歳で結婚した既婚女性。幼い1人息子セルゲイ（セリョージャ）がいる。
アレクセイ・カレーニン伯爵
演 - ジュード・ロウ、日本語吹替 - 村治学
アンナの年の離れた夫。有能な大臣。
アレクセイ・ヴロンスキー伯爵
演 - アーロン・テイラー＝ジョンソン、日本語吹替 - 相原嵩明
将校。社交界で有名なプレイボーイ。
ステパン（スティーヴァ）・オブロンスキー公爵
演 - マシュー・マクファディン、日本語吹替 - 横島亘
アンナの兄。浮気者だが家族を深く愛している。
ダーリャ（ドリー）・オブロンスカヤ公爵夫人
演 - ケリー・マクドナルド、日本語吹替 - 木下紗華
スティーヴァの妻。子だくさん。アンナの親友。
コンスタンティン（コスチャ）・リョーヴィン
演 - ドーナル・グリーソン、日本語吹替 - 西健亮
質素で堅実な農場主。スティーヴァの旧友。キティに求婚するが一度は断られる。
エカテリーナ（キティ）・シチェルバツカヤ
演 - アリシア・ヴィキャンデル、日本語吹替 ‐ 清水理沙
ドリーの妹。18歳。アレクセイ・ヴロンスキーとの結婚を期待していたがアンナに奪われてしまう。失意の後にリョーヴィンの良き妻に。
エリザベータ（ベツィ）公爵夫人
演 - ルース・ウィルソン
アンナの社交界の友人。アレクセイ・ヴロンスキーの親戚。奔放で恋多き女性。
ヴロンスカヤ伯爵夫人
演 - オリヴィア・ウィリアムズ
アレクセイ・ヴロンスキーの母。恋の噂が絶えない女性。
リディア・イワノヴナ伯爵夫人
演 - エミリー・ワトソン
社交界の有力者で堅物。カレーニンの友人。
アレクサンダー・ヴロンスキー伯爵
演 - ラファエル・ペルソナ
アレクセイ・ヴロンスキーの兄。
ソロキナ嬢
演 - カーラ・デルヴィーニュ
公爵令嬢。アレクセイ・ヴロンスキーの花嫁候補とされている。

## 製作
ジョー・ライト監督は、英国人歴史家オーランドー・ファイジズの「19世紀のサンクトペテルブルク貴族は、人生を舞台の上で演じているかのようだった」という記述に目を留め、内側から腐った当時のロシア社会の比喩として「美しいが崩れ落ちそうな劇場」のセットを基盤とした、舞台型の演出を取り入れている。
ダンスの振付を担当した世界的なモダンダンス振付師シディ・ラルビ・シェルカウイは、ダンス以外の俳優の動きにも形式的な要素を加え、シーンごとに物語へのバレエ的なアプローチを行なっている。

## 作品の評価
Rotten Tomatoesによれば、批評家の一致した見解は「トルストイの傑作恋愛小説をジョー・ライト監督がエネルギッシュに翻案した本作は大胆で、視覚的に様式化された作品である。良くも悪くも。」であり、192件の評論のうち高評価は63%にあたる120件で、平均点は10点満点中6.5点となっている。
Metacriticによれば、41件の評論のうち、高評価は28件、賛否混在は12件、低評価は1件、平均点は100点満点中63点となっている。